# تروس كربونيت
تروس كربونيت (بالإنجليزية : Karbonite gears) هي تروس تصنع من مواد بلاستيكية مركبة مدعمّة تستخدم في محرك سيرفو خاص بشركة Hitec  ، أقوى بخمس مرات من تروس النايلون و أكثر مقاومة للاهتراء. تم مراقبة أكثر من 300,000 دورة عمل لسلسلة من هذه التروس ولم يكن هناك أي اهتراء. محركات السيرفو التي تستخدم تروس كربونيت تكون أكثر كلفة من المحركات المستخدمة لتروس نايلون لكنها تكون بكفاءة أعلى.